# Scinax cardosoi
Scinax cardosoi és una espècie de granota de la família dels hílids endèmica del Brasil. Aquesta espècie és coneguda des dels voltants de la zona (Teresópolis) en l'estat de Rio de Janeiro, i de Serra da Mantiqueira i Serra do Mar a Rio de Janeiro, i la regió de Domingos Martins, en l'estat d'Espirito Santo, Brasil. El mapa de distribució es basa en el supòsit que es troba a les zones entre els llocs coneguts. Habita entre 700-1.200m snm. Es tracta d'una espècie terrestre i d'aigua dolça. El seu hàbitat natural inclouen boscos tropicals o subtropicals secs i a baixa altitud, montans secs i rius. Està amenaçada d'extinció per la destrucció del seu hàbitat natural. L'àrea de distribució coneguda d'aquesta espècie es troba restringida a les àrees protegides, de manera que la principal amenaça és el foc, encara que hi ha algun assentament humà il·legal també en els parcs. És molt probable que es trobi fora d'aquestes àrees i, per tant, es veurà amenaçada a nivell local per l'agricultura i la desforestació. Els llocs coneguts de l'espècie són totalment dins unes poques àrees protegides, però l'espècie es troba clarament fora de les àrees protegides, així. La conservació i manteniment del seu hàbitat són essencials. Es necessita més investigació sobre l'extensió de la seva presència, les exigències ecològiques i estat de la població de l'espècie, en particular, per determinar si es produeix fora de la seva àrea de distribució coneguda.